# Liste der Monuments historiques in Beffu-et-le-Morthomme
Die Liste der Monuments historiques in Beffu-et-le-Morthomme führt die Monuments historiques in der französischen Gemeinde Beffu-et-le-Morthomme auf.

## Liste der Objekte
| Bezeichnung                  | Beschreibung                                           | Standort                               | Kennzeichnung | Schutzstatus | Datum | Bild |
| ---------------------------- | ------------------------------------------------------ | -------------------------------------- | ------------- | ------------ | ----- | ---- |
| Hauptaltar                   | Altartisch, Tabernakel und Retabel; Kalkstein, um 1900 | Beffu, in der Kirche St-Remacle (Lage) | PM08000997    | Inscrit      | 1977  |      |
| Kanzel                       | Holz, bemalt, 19. Jahrhundert                          | Beffu, in der Kirche St-Remacle (Lage) | PM08000998    | Inscrit      | 1977  |      |
| Skulptur Heilige Scholastika | Stein, Ende des 16. Jahrhunderts                       | Beffu, in der Kirche St-Remacle (Lage) | PM08000061    | Classé       | 1977  |      |
| Skulptur Heiliger Remaklus   | Stein, 16. Jahrhundert                                 | Beffu, in der Kirche St-Remacle (Lage) | PM08000060    | Classé       | 1977  |      |